# The Very Best of Dolly Parton
The Very Best of Dolly Parton är ett samlingsalbum av Dolly Parton, släppt 7 mars 2007. Det sålde platina i Storbritannien .

## Låtlista
1. "9 to 5" - 3.00
2. "I Will Always Love You" - 2.53
3. "Islands in the Stream" (med Kenny Rogers) - 4:09
4. "Jolene" - 2.41
5. "Coat of Many Colors" - 3:04
6. "My Tennessee Mountain Home" - 3:06
7. "Here You Come Again" - 2:53
8. "Baby I'm Burning" - 2.36
9. "Love is Like a Butterfly" - 2:20
10. "The Bargain Store" - 2.42
11. "Potential New Boyfriend" 3.36
12. "Everything's Beutiful (in it's own Way) (med Willie Nelson) 3.15
13. "Silver Threads and Golden Needles (med Tammy Wynette & Loretta Lynn) - 2.34
14. "To Know Him Is to Love Him (med Linda Ronstadt & Emmylou Harris) - 3.49
15. "Why'd You Come in Here Lookin' Like That" - 2.32
16. "Romeo (med Billy Ray Cyrus, Tanya Tucker, Mary Chapin Carpenter med flera)" - 3.34
17. "Tennessee Homesick Blues" - 3.23
18. "Dumb Blonde" - 2.28
19. "Apple Jack" - 3.25
20. "Old Flames Can't Hold a Candle to You" - 3.24

## Listplaceringar
| Lista (2007-2008) | Topplacering |
| ----------------- | ------------ |
| Australien        | 38           |
| Danmark           | 2            |
| Nederländerna     | 3            |
| Norge             | 3            |
| Nya Zeeland       | 8            |
| Schweiz           | 18           |
| Sverige           | 1            |